# Akkord (musik)
 For alternative betydninger, se Akkord. (Se også artikler, som begynder med Akkord)
En akkord består af flere toner, der klinger samtidigt. En akkord kan beskrives med en becifring. Visse instrumenter så som guitarer og klaverer kan bruges til at spille hele akkorder. Forskellige toner fremført af musikere og sangere skaber akkorder. 

## Akkordens grundform
En durakkord og en molakkord opbygges af grundtone, henholdsvis stor og lille terts samt kvint. 
Disse tre toner udgør akkorden i dens grundform. Udover dur og mol findes treklangs-akkorderne formindsket (dim, 0), forstørret (+) og forudholdsakkorder (sus-akkorder).
En A-durakkord består således af grundtonen A, den store terts C# (cis) og kvinten E. En A-molakkord består ligeledes af A og E, men tertsen er lille = C. Dur-akkorden becifres A, og mol-akkorden becifres Am. I en formindsket akkord er begge intervaller mellem tonerne små tertser = A, C og Eb (es). I den forstørrede treklang bruges kun store tertsintervaller A, C# og E# (bemærk: tonen E forstørret giver E# ).
Forudholdsakkorderne kaldes for "sus" som en forkortelse for det engelske "suspended". I en sus-akkord er tertsen skiftet ud med et forudhold. Eksempelvis består en A-sus-akkord af tonerne A, D og E. Den bør helt korrekt skrives Asus4, da der også findes en anden sus-akkord som hedder sus². 
Akkorder kan have altererede bastoner. A/h er en A-dur med h i bassen.

## Udvidelser
En treklang kan udvides med flere toner. Ofte tilføjes en septim (den syvende tone i skalaen). I en sådan septimakkord bruges den lille septim i forhold til grundtonen. Dette skrives ved at tilføje et syvtal til akkordnavnet. A7 består således af tonerne A, C#, E og G. Hvis den store septim skal bruges i stedet, skrives det som Amaj7. Dens udvidelse er tonen G# (gis). Om det er en stor eller lille septim der tilføjes afhænger almindeligvis af akkordens funktion i akkordrækkefølgen. Maj-akkorder er meget benyttede i jazz og latinamerikansk musik.
Tonerne A, H, C# og E becifres Aadd9. Man skriver add før 9 for at betegne at 7'eren ikke skal spilles. Add er engelsk og betyder tilføje. 
Der kan også være tilføjet treklangen en stor sekst, hvilket skrives A6. Akkordudvidelse = F# (Fis).

## Becifringsterminologi
Becifringen navngives efter nummeret på den tone, der er "længst væk" fra grundtonen. Således inkluderer A13 både 7, 9 og 11 foruden 13'eren. (Se i øvrigt afsnittet nedenfor om Akkordpraksis). 
Tonerne i de højtopbyggede akkorder kan ændres en halv tone op eller ned. Således består A7b9 af grundtone, terts, kvint, septim og en lille none. 
Fra 60'erne og frem er opstået et behov for at becifre klangen af grundtone + kvint (ofte også kvart + grundtone). Den såkaldte powerakkord. Den bruges af rockguitarister, som ønsker en stærk og forvrænget klang, der ikke "roder" med den klassiske harmoniks "kønsbestemte" tre-klange. Den ses i dag ofte under betegnelsen 5. I enkelte nodebøger fra 80'erne optræder becifringsbetegnelsen OMIT3, der betyder udeladt terts.
I Danmark, Norge, Finland og Tyskland benævnes akkorden B som H, men samtidig kan tonen Bb også benævnes B, dog aldrig som Hb, Hes eller Bes.

## Akkordpraksis
Akkorden skal fortolkes ifht. stilarten. I praksis er det meget almindeligt at nøjes med tre eller fire toner. 
Akkorderne skal ses i deres harmoniske funktion, men de becifres ikke nødvendigvis efter den. Hvor en C med d i bassen har noget både "sus-agtigt" og dominantisk over sig, kan man godt becifre den C/d. Men en C med a i bassen vil altid optræde som Am7. 
Hvor man skal være forsigtig med at udelade tertsen, er det meget almindeligt at udelade kvinten. C7#9 optræder ofte med tonerne C, E, Bb og D#. Man udelader kvinten G, for at give plads til det skarpe forhold der er mellem E (den store terts) og D# (den forstørrede none). 
Det vil altid være op til den udøvende musiker at fortolke becifringen; den såkaldte voicing (akkordomvendinger, tonevalg og rækkefølge). I 3 og 4-klange er det relativt overskueligt hvilke muligheder der byder sig. Men ved store og omfattende akkordudvidelser skal der ofte tages et stilistisk hensyn og/eller et klangligt valg. Der er forskel på hvad en A13'er betyder i et nodeforlæg fra 50'erne og 70'erne. Den kan dække over en dominantisk popakkord som Gmaj med A i bassen (Gmaj7/a) eller optræde udelukkende med grundtone, 7'er, terts og 13'er. Endelig kan den være tænkt som Amaj13#11, en akkord bygget op af skiftevis store og små tertser. I dette tilfælde vil en typisk voicing være en bred klang bygget op fra bunden med (i nævnte rækkefølge) grundtone, kvint og terts og dernæst et tæt cluster med 13'eren, maj7, 9'er og #11 i nævnte rækkefølge. 
Endelig kan akkorder ses som angivelser til solisten om, hvilke skalatoner der kan improviseres over. En Amaj13#11 kan derfor også betyde; spil solo over en lydisk skala. Her vil det være naturligt at akkompagnementsinstrumenterne holder lidt igen og lader det være op til solisten at fortolke akkordens toner.